# Коул, Оливия
Оливия Коул (англ. Olivia Cole; 26 ноября 1942 — 19 января 2018) — американская актриса.
Коул родилась в Мемфисе, штат Теннесси и впервые появилась на экране в 1969 году с ролью в мыльной опере «Направляющий свет». Её наибольшим успехом стала роль в мини-сериале 1977 года «Корни», которая принесла ей премию «Эмми» за лучшую женскую роль второго плана в мини-сериале или фильме. Коул тогда вошла в историю как первый номинант и лауреат премии  в данной категории. Она получила ещё одну номинацию на награду, уже в категории «Лучшая актриса в мини-сериале или фильме», за роль в ещё одном крупном мини-сериале «Закулисье Белого дома» в 1979 году.
Коул за свою карьеру сыграла три десятка ролей на экране. Она снялась в нескольких недолго просуществовавших ситкомах, но наибольшего успеха добилась благодаря ролям в различных исторических мини-сериалах. На большом экране она сыграла роли второго плана в фильмах «Герои» (1977), «Возвращение домой» (1978), «Ну и герой» (1982), «Крупные специалисты» (1987) и «Первое воскресенье» (2008). Помимо этого она появилась во многих бродвейских пьесах начиная с семидесятых.

## Фильмография
- Направляющий свет (1969—1971)
- Корни (мини-сериал, 1977)
- Герои (1977)
- Szysznyk (15 эпизодов, 1977—1978)
- Возвращение домой (1978)
- Закулисье Белого дома (мини-сериал, 1979)
- Ну и герой (1982)
- Report to Murphy (6 эпизодов, 1982)
- Кое-что про Амелию (1984)
- Север и Юг (мини-сериал, 1985)
- Крупные специалисты (1987)
- Женщины поместья Брюстер (мини-сериал,1989)
- Brewster Place (11 эпизодов, 1990)
- Первое воскресенье (2008)